# Abitibi
A Regionalidade Municipal do Condado de Abitibi está situada na região de Abitibi-Témiscamingue na província canadense de Quebec. Com uma área de quase oito mil quilómetros quadrados, tem, segundo o censo de 2005, uma população de cerca de vinte e quatro mil pessoas sendo comandada pela pela cidade de Amos. Ela é composta por 19 municipalidades: 1 cidade, 12 municípios, 3 cantões, 1 freguesia e 2 territórios não organizados.

## Municipalidades

### Cidade
- Amos

### Municípios
- Barraute
- Berry
- Champneuf
- La Corne
- La Morandière
- La Motte
- Preissac
- Rochebaucourt
- Saint-Dominique-du-Rosaire
- Sainte-Gertrude-Manneville
- Saint-Félix-de-Dalquier
- Saint-Mathieu-d'Harricana

### Cantões
- Landrienne
- Launay
- Trécesson

### Freguesia
- Saint-Marc-de-Figuery

### Territórios não organizados
- Lac-Chicobi
- Lac-Despinassy

## Regiões Autônomas
A reserva indígena de Pikogan não é membros do MRC, mas seu território está encravado nele.